# 75
Het jaar 75 is het 75e jaar in de 1e eeuw volgens de christelijke jaartelling.

## Gebeurtenissen

### Italië
- In Rome worden Vespasianus Augustus en zijn zoon Titus Caesar Vespasianus, door de Senaat herkozen tot consul van het Imperium Romanum.
- Keizer Vespasianus wijdt de Vredestempel in en laat de tempelschatten (o.a. Menora en Thora) uit de Joodse Tempel hier onderbrengen.

### Brittannië
- Sextus Julius Frontinus sticht Isca Augusta (Wales) en vestigt er een Romeins legerkamp. Legio II Augusta krijgt de taak de Keltische stammen te onderwerpen.

### Georgië
- Vespasianus laat in Kaukasisch Iberië (Georgië), voor koning Mithridates I een vesting bouwen bij Mtscheta.

### Armenië
- De Alanen vallen Armenië en Medië binnen.

### China
- De 18-jarige Han Zhangdi (75 - 88) regeert als keizer over het Chinese Keizerrijk.